# Épinay-sur-Seine
Épinay-sur-Seine je severno predmestje Pariza in občina v  departmaju Seine-Saint-Denis osrednje francoske regije Île-de-France. Leta 1999 je imelo naselje 46.409 prebivalcev.

## Geografija
Épinay-sur-Seine leži v najseverozahodnejšem delu departmaja, 12 km severno od središča Pariza ob desnem bregu reke Sene. Občina meji na vzhodu na Villetaneuse in Saint-Denis, na jugu na L'Île-Saint-Denis, medtem ko na zahodu in severu meji na občine departmaja Val'd-Oise Argenteuil, Saint-Gratien, Enghien-les-Bains, Deuil-la-Barre in Montmagny.

## Administracija
Épinay-sur-Seine je sedež istoimenskega kantona, vključenega v okrožje Saint-Denis.

## Zgodovina
7. avgusta 1850 se je del ozemlja izločil iz občine in združil s posameznimi deli ozemelj Deuil-la-Barre, Saint-Gratien in Soisy-sous-Montmorency v novoustanovljeno občino Enghien-les-Bains.

## Pobratena mesta
- Alcobendas (Španija),
- Oberursel (Nemčija),
- South Tyneside (Združeno kraljestvo),
- Busto Arsizio (Italija).